# ليلة الزفاف (فلم)
ليلة الزفاف فيلم مصري تم إنتاجه عام 1966، من إخراج هنري بركات، قصة توفيق الحكيم و بطولة سعاد حسني و أحمد مظهر و أحمد رمزي و عقيلة راتب.

## أحداث الفيلم
تبدأ أحداث الفيلم في أثناء موسم الصيف في شهر أغسطس وذهاب العائلة إلى الإسكندرية، وأثنائها تتعرف سلوى على عادل، وهو شاب لعُوب، وتنزعج الأم من هذه العلاقة، فتدعي أنها مريضة، يأتي إلى المنزل الدكتور مجدي من أجل الإشراف على علاج الأم، ويبدي إعجابه بسلوى، تحاول الأم إطالة فترة المرض، حتى يبقى مجدي متردداً على المنزل لأطول فترة ممكنة، تضغط الأم على ابنتها كي تتزوج من الطبيب، وتوافق سلوى على مضض، لكنها في ليلة الزفاف تعترف له أنها لا تحبه، وأنها تحب شاباً آخر، يتفهم مجدي مع الموقف وتعاونا سويًا ويقرر عدم الاقتراب من زوجته، ويعيش الاثنان في زواج صوري، ويتفقان أن يبدو مجدي شرسا، وحصول طلاق بعد شهر منه، يحاول مجدي أن يفعل ذلك قدر الإمكان، حتى تندم الأم على هذا الزواج، لكن سلوى تكتشف نبل زوجها، وأن عادل لم يكن سوى مخادعاً، تقترب سلوى من زوجها، وتعلن له حبها، وتستمر الحياة الزوجية بشكل طبيعي .

## فريق العمل
إخراج: هنري بركات

تأليف:
- يوسف عيسى (سيناريو وحوار)
- توفيق الحكيم (قصة)

### بطولة
- أحمد مظهر في دور " مجدى "
- سعاد حسني في دور " سلوى "
- أحمد رمزي في دور " عادل "
- عقيلة راتب
- حسين رياض
- شمس البارودي في دور " نوال "

## روابط خارجية
- مقالات تستعمل روابط فنية بلا صلة مع ويكي بيانات